# Кодема
Коде́ма — село в Україні, у Світлодарській міській громаді Бахмутському районі Донецької області.

## Географія
Село Кодема знаходиться за 16 км від районного центру та залізничної станції Бахмут.

## Історія

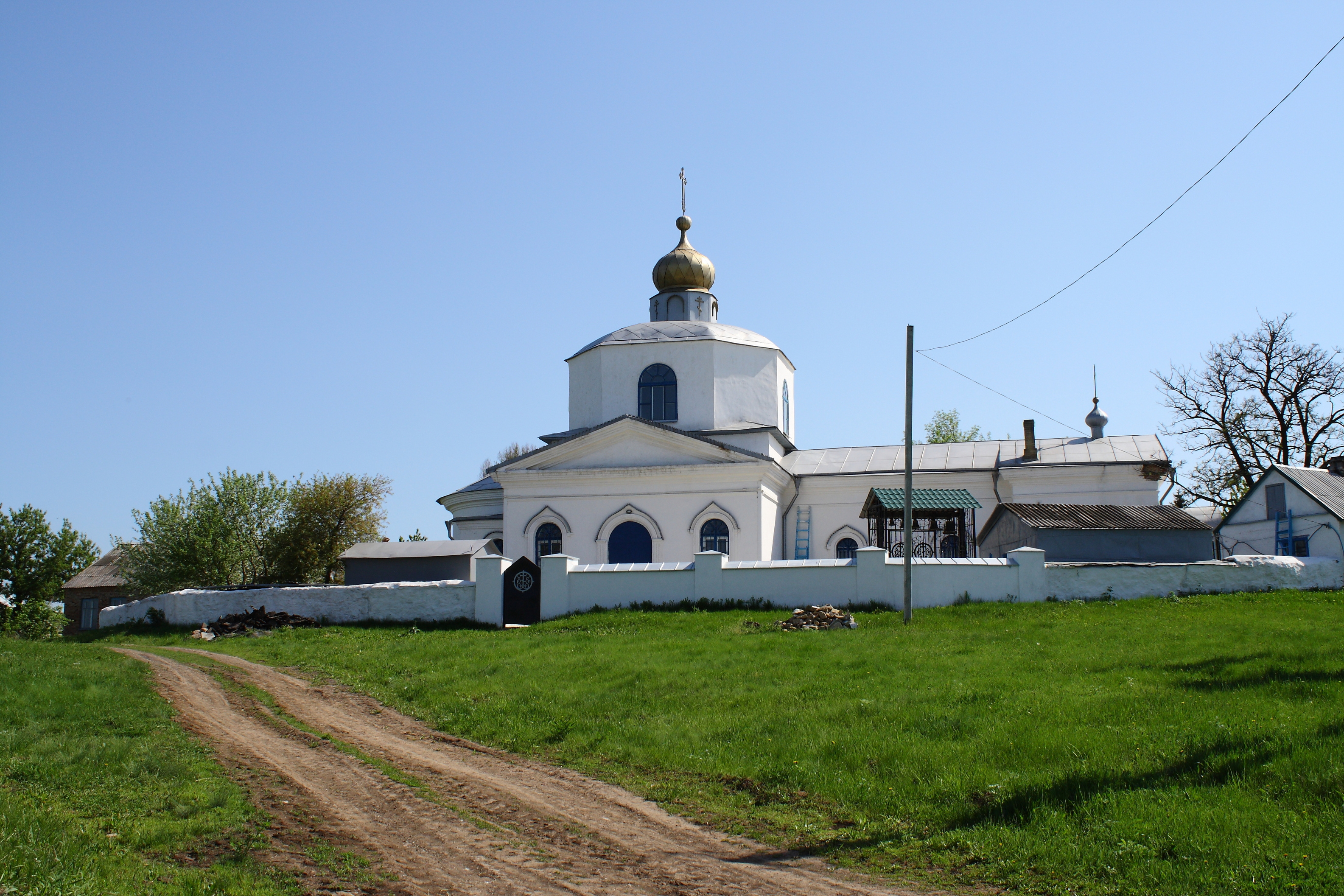
Церква

Засноване у XVII столітті. За даними на 1859 рік на казенних Кодемських хуторах Бахмутського повіту Катеринославської губернії мешкало 888 осіб (440 чоловічої статі та 448 — жіночої), налічувалось 149 дворових господарств.
Станом на 1886 рік у колишньому державному селі Кодема Бахмутської волості мешкало 954 особи, налічувалось 191 дворове господарство, існував молитовний будинок.
За переписом 1897 року кількість мешканців зросла до 1060 осіб (541 чоловічої статі та 519 — жіночої), з яких всі — православної віри.
Першим головою Ради селянських депутатів, обраної тут наприкінці 1917 року, був Ф. Горгала. В травні 1918 року він страчений білогвардійцями у м. Бахмут.
Село постраждало внаслідок геноциду українського народу, учиненого урядом СРСР у 1932—1933 роках, кількість встановлених жертв — 23 особи.
На початку 1970-х років у Кодемі діє восьмирічна школа, клуб, бібліотека, дитячий садок. Також діє центральна садиба колгоспу «Шлях до комунізму», який має 2918 га орної землі. У цьому багатогалузевому господарстві вирощували зернові, технічні, кормові та овочеві культури; було розвинуте м’ясо-молочне тваринництво. 
29 березня 2015-го на взводному опорному пункті в Кодемі загинув солдат батальйону «Патріот» Олександр Азаров. 15 липня 2015 року терористичні сили обстріляли село Кодема з 152-мм артилерії, постраждав один цивільний. 31 серпня 2022 року селище було окуповано ЗС РФ.

## Населення

### Мова
Розподіл населення за рідною мовою за даними перепису 2001 року:
| Мова       | Кількість | Відсоток |
| ---------- | --------- | -------- |
| українська | 440       | 74.58%   |
| російська  | 148       | 25.08%   |
| німецька   | 1         | 0.17%    |
| румунська  | 1         | 0.17%    |
| Усього     | 590       | 100%     |

За даними перепису 2001 року населення села становило 590 осіб, з них 74,58 % зазначили рідною українську мову, 25,08 % — російську, а 0,34 % — іншу.

## Символіка

### Герб
Герб Кодемської територіальної громади складається з елементів, які пов'язані з історією та культурою громади, відображають минуле, національні святині, традиції і ментальність її життя.
Герб являє собою вертикально витягнутий шестикутник. Знизу, на зеленому тлі — храм, який символізує святість, єдність народу і Свято-Преображенський храм, розташований у селі Кодема.
Три ялинки — символізують чистоту та благополуччя.
Навскіс з області над лівим нижнім кутом до області під правим верхнім кутом зображена синя стрічка, яка символізує наявність річки на території громади (струм. Кодемка).
Над стрічкою коричневим кольором зображена рілля — символ спокою, і працюючий на ній трактор — символ працьовитості нашого народу. Зображення ріллі відділяє 1/4 частину щита (верхня частина), яка має блакитне забарвлення — символ мирного неба. На блакитному тлі зображено півколо сонця над ріллею, і сонячні промені — символ яскравого життя на землі та мирних прагнень людей.
Герб обрамляють соняшники і колосся пшениці, що є символом хліборобської праці.

### Прапор
Прапор громади складається з трьох кольорових полів, розташованих горизонтально: знизу — чорне — символ родючості землі, займає 1/9 висоти прапора; всередині блакитне — символ чистоти повітря та мирного неба, займає 7/9 висоти прапора, вгорі — зелений — символ добробуту, також нижнє займає 1/9 висоти прапора.
У центрі середнього блакитного поля зображене жовте коло — символ яскравого сонця, навколо якого розташовані три пшеничні колоски — символ землеробства і працьовитості. Жовтий колір символізує також жовтий елемент прапора України.

## Відомі люди
- Скрипниченко Федір Тарасович — педагог, інженер, козак 2-го Синього полку Армії УНР.